# Hoya fitchii
Hoya fitchii är en oleanderväxtart som beskrevs av Kloppenb.. Hoya fitchii ingår i släktet Hoya och familjen oleanderväxter. Inga underarter finns listade i Catalogue of Life.